# 髙橋大樹
髙橋 大樹（たかはし ひろき、1994年5月11日 - ）は、大阪府藤井寺市出身の元プロ野球選手（外野手）。右投右打。
お笑いタレントのほんこんに顔が似ていることから、愛称は「ほんこん」。

## 経歴

### プロ入り前
小学校3年生から捕手として野球を始める。中学3年時にはAA世界野球選手権大会に出場した。
中学卒業後、龍谷大平安高等学校へ進学し、1年生の秋から捕手としてベンチ入りした。
2年時の夏は、京都府予選で同校のOBである炭谷銀仁朗がもつ1大会4本塁打にあと1本と迫る3本塁打を放ち優勝に貢献する。本戦の第93回全国高等学校野球選手権大会では、外野手として出場し、初戦の新湊高戦では本塁打を記録したものの、チームは1-4で敗れた。年明けの1月に右肩、肘の手術により外野手へ転向した。
3年時の夏は、第94回全国高等学校野球選手権大会に右翼手として出場し、1回戦の旭川工業高戦では4安打を放つも、2回戦の渡邉諒擁する東海大甲府高戦では無安打2三振に終わり、チームも2-4で敗退した。同年9月に行われた第25回AAA世界野球選手権大会の日本代表にも選出され、22打数10安打、打率.455の好成績を収めた。高校通算43本塁打。
2012年10月25日に行われたプロ野球ドラフト会議で広島東洋カープに1巡目指名を受け、契約金7500万円、年俸700万円で入団した（金額は推定）。背番号は25。

### 広島時代

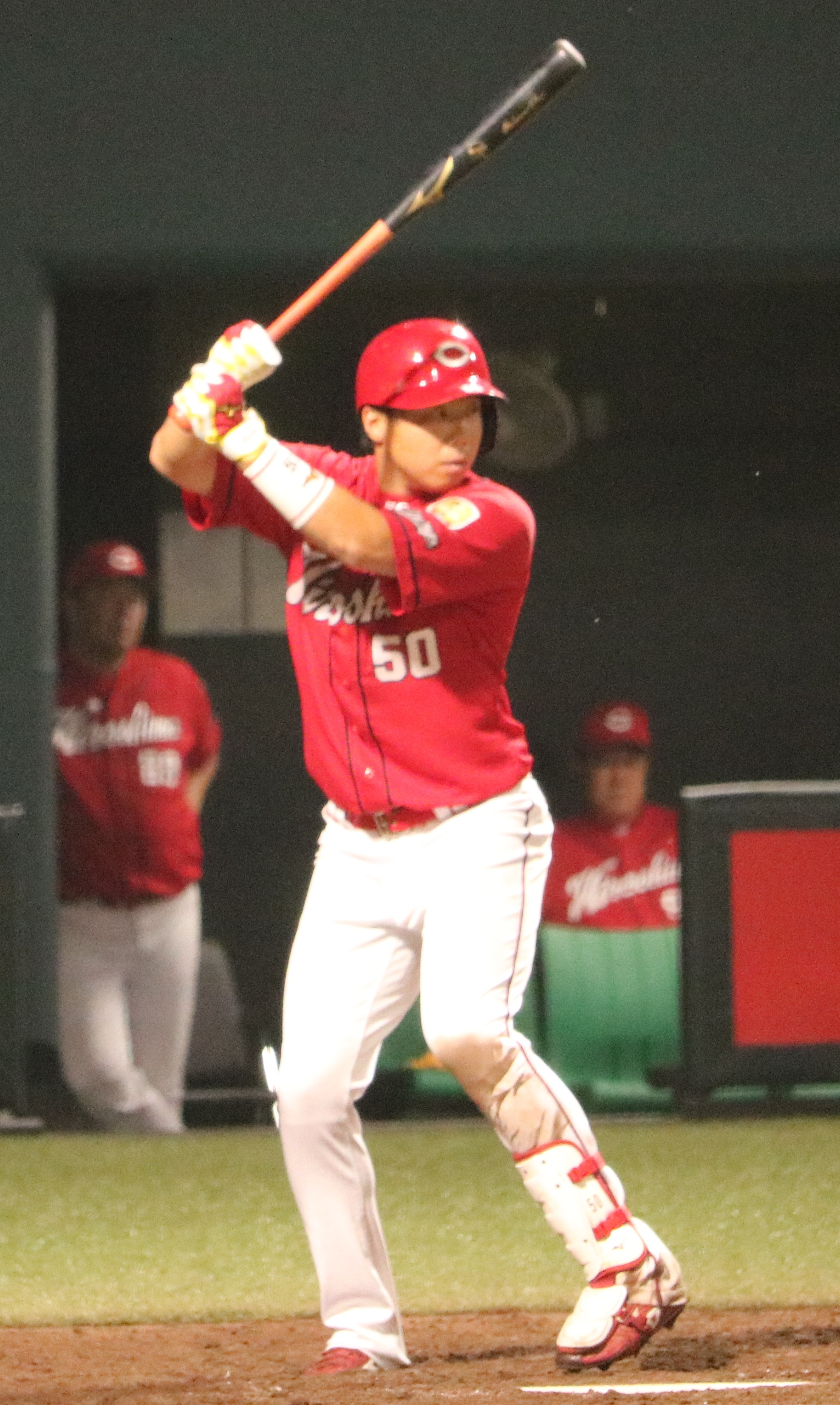
打席での高橋（2017年7月28日 ウエスタン・リーグにて）

2013年はウエスタン・リーグで61試合に出場し、打率.219、2本塁打、12打点を記録。2014年6月18日に初めて一軍昇格し、同日の対東北楽天ゴールデンイーグルス戦（マツダスタジアム）に「8番・指名打者」で一軍初出場・初先発出場を果たした。
2015年12月16日、新井貴浩が背番号25を着けるため、自身の背番号は50に変更された
2018年、4月30日の対阪神タイガース戦（マツダスタジアム）で、高校の先輩である衣笠祥雄の死去を受けてチームが喪章をつけて挑んだ。「7番・中堅手」として先発出場し、岩貞祐太から公式戦初安打を記録した。
2019年、6月28日の対横浜DeNAベイスターズ戦（横浜スタジアム）で初めて1番に起用され、2打席目にはプロ初本塁打を放った。シーズンを通しての一軍定着はならなかったが、自己最多となる27試合に出場した。
2021年11月3日、戦力外通告を受け退団。その後トライアウトを受験するもオファーはなく現役を引退した。

### 引退後
引退後は大阪市内の一般企業に就職する。
2025年2月からは、福岡県豊前市を拠点に活動する社会人野球チームのエーアールライノスの監督に就任。

## 選手としての特徴・人物
50m走は5秒9の俊足、遠投も100mを超す。小学校6年時に遊びで熱中したテニスの壁当てで右手の押し込みの大事さに気付き、これが打撃の原点になったと語っている。
藤浪晋太郎とは中学時代から親交がある。

## 詳細情報

### 年度別打撃成績
| 年 度     | 球 団     | 試 合 | 打 席 | 打 数 | 得 点 | 安 打 | 二 塁 打 | 三 塁 打 | 本 塁 打 | 塁 打 | 打 点 | 盗 塁 | 盗 塁 死 | 犠 打 | 犠 飛 | 四 球 | 敬 遠 | 死 球 | 三 振 | 併 殺 打 | 打 率 | 出 塁 率 | 長 打 率 | O P S |
| --------- | --------- | ----- | ----- | ----- | ----- | ----- | -------- | -------- | -------- | ----- | ----- | ----- | -------- | ----- | ----- | ----- | ----- | ----- | ----- | -------- | ----- | -------- | -------- | ----- |
| 2014      | 広島      | 2     | 6     | 6     | 0     | 0     | 0        | 0        | 0        | 0     | 0     | 0     | 0        | 0     | 0     | 0     | 0     | 0     | 3     | 0        | .000  | .000     | .000     | .000  |
| 2018      | 広島      | 6     | 16    | 15    | 1     | 5     | 1        | 0        | 0        | 6     | 0     | 0     | 0        | 0     | 0     | 1     | 0     | 0     | 4     | 1        | .333  | .375     | .400     | .775  |
| 2019      | 広島      | 27    | 48    | 43    | 5     | 12    | 1        | 1        | 1        | 18    | 3     | 0     | 1        | 1     | 0     | 4     | 0     | 0     | 11    | 0        | .279  | .340     | .419     | .759  |
| 2020      | 広島      | 14    | 16    | 15    | 1     | 3     | 0        | 0        | 0        | 3     | 0     | 0     | 0        | 0     | 0     | 1     | 0     | 0     | 5     | 0        | .200  | .250     | .200     | .450  |
| 通算：4年 | 通算：4年 | 49    | 86    | 79    | 7     | 20    | 2        | 1        | 1        | 27    | 3     | 0     | 1        | 1     | 0     | 6     | 0     | 0     | 23    | 1        | .253  | .306     | .342     | .648  |

- 2021年度シーズン終了時

### 年度別守備成績
| 年 度 | 球 団 | 外野  | 外野  | 外野  | 外野  | 外野  | 外野     |
| 年 度 | 球 団 | 試 合 | 刺 殺 | 補 殺 | 失 策 | 併 殺 | 守 備 率 |
| ----- | ----- | ----- | ----- | ----- | ----- | ----- | -------- |
| 2018  | 広島  | 4     | 7     | 0     | 0     | 0     | 1.000    |
| 2019  | 広島  | 14    | 15    | 0     | 0     | 0     | 1.000    |
| 2020  | 広島  | 6     | 2     | 0     | 1     | 0     | .667     |
| 通算  | 通算  | 24    | 24    | 0     | 1     | 0     | .960     |

- 2021年度シーズン終了時

### 記録
初記録
- 初出場・初先発出場：2014年6月18日、対東北楽天ゴールデンイーグルス3回戦（MAZDA Zoom-Zoom スタジアム広島）、「8番・指名打者」で先発出場[18]
- 初打席：同上、2回裏に川井貴志から左飛
- 初安打：2018年4月30日、対阪神タイガース6回戦（MAZDA Zoom-Zoom スタジアム広島）、2回裏に岩貞祐太から左前安打
- 初打点：2019年6月19日、対千葉ロッテマリーンズ2回戦（MAZDA Zoom-Zoom スタジアム広島）、5回裏に岩下大輝から中前適時打
- 初本塁打：2019年6月28日、対横浜DeNAベイスターズ10回戦（横浜スタジアム）、3回表に今永昇太から左越ソロ

### 背番号
- 25（2013年[9] - 2015年）
- 50（2016年[11] - 2021年）